# Lavoce.info
Lavoce.info è un giornale on-line d'informazione economica fondato a Milano nel luglio 2002, anche da Tito Boeri. Pubblica articoli e approfondimenti su tematiche di economia ed attualità.
I contenuti, scritti da accademici ed esperti a titolo gratuito, vengono pubblicati sul sito nel "tentativo di costruire una fonte autorevole [...] per fornire ai giornalisti (e ai politici) un punto di vista autorevole, con pretese di oggettività e imparzialità, sui temi dell’attualità economica".
È consorziato col portale europeo Voxeu.org.

## Redazione
La redazione, guidata da un comitato di redazione che attualmente comprende Alessia Amighini, Paolo Balduzzi, Alessandra Casarico, Daniele Checchi, Tommaso Monacelli, Giuseppe Pisauro, Michele Polo e Leonzio Rizzo, è costituita da 43 membri stabili e da alcune centinaia di collaboratori. Hanno fatto parte della redazione anche Riccardo Faini, scomparso nel 2007, e Francesco Daveri, scomparso nel 2021. La testata dichiara che, per evitare conflitti di interessi, i membri della redazione con incarichi di governo prendono un periodo di aspettativa per la durata del loro incarico.

### Redattori
- Alessia Amighini;
- Angelo Baglioni;
- Massimo Baldini;
- Paolo Balduzzi;
- Tito Boeri;
- Andrea Boitani;
- Massimo Bordignon;
- Agar Brugiavini;
- Alessandra Casarico;
- Daniele Checchi;
- Gianni De Fraja;
- Maria De Paola;
- Daniela Del Boca;
- Vincenzo Galasso;
- Marzio Galeotti;
- Pietro Garibaldi;
- Andrea Garnero;
- Silvia Giannini;
- Francesco Giavazzi;
- Maria Cecilia Guerra;
- Luigi Guiso;
- Rony Hamaui;
- Pietro Ichino
- Tullio Japelli;
- Alessandro Lanza;
- Daniela Marchesi;
- Mariapia Mendola;
- Silvia Merler;
- Tommaso Monacelli;
- Marco Onado;
- Fausto Panunzi;
- Simone Pellegrino;
- Michele Pellizzari;
- Giuseppe Pisauro;
- Michele Polo;
- Riccardo Puglisi;
- Leonzio Rizzo
- Alessandro Santoro
- Carlo Scarpa;
- Fabiano Schivardi;
- Gilberto Turati;
- Francesco Vella;
- Marco Ventoruzzo.

### Il desk
Il desk de lavoce.info, composto da un responsabile full-time e da un gruppo di collaboratori part-time, si occupa del coordinamento tra i redattori, dell'organizzazione quotidiana e del supporto tecnico al sito. Tra i compiti del desk sono compresi le ricerche di supporto alla redazione di articoli, l'editing dei testi e il lavoro tecnico necessario alla pubblicazione della newsletter. Il team dei giovani collaboratori si occupa anche della redazione di alcuni articoli, della gestione dei social media e della realizzazione e del coordinamento delle rubriche, tra cui "La parola ai grafici", di data visualization. Inoltre, redattori e desk sono anche coinvolti nell’organizzazione di eventi quali il Festival Internazionale dell’Economia di Torino. Ad ottobre 2023, il desk de lavoce era composto da una responsabile, due collaboratrici e uno stagista.
I commenti sono moderati dal desk del sito e non sono esclusi dall'indicizzazione dei motori di ricerca.

## Rubriche

### Fact-checking
Dopo diverse esperienze inaugurate fin dal 2008, dal maggio del 2017 Lavoce.info ha aperto una nuova rubrica di fact-checking in vista delle elezioni politiche 2018. La rubrica è dotata di un codice di condotta disponibile sul sito. A febbraio 2018 le è stato assegnato un finanziamento da parte dell'International Fact-Checking Network (a sua volta finanziato dall'Omidyar Network e dalla Open Society di George Soros), per l'importo di 10.000 dollari.

### Podcast
A partire dall'autunno del 2019, il sito ha lanciato il proprio podcast lavoce in capitolo. Nel corso delle puntate, vengono presentate proposte e suggerimenti sulle questioni economiche, politiche e sociali dell'Italia e dell'Unione Europea. Nelle prime due stagioni, ciascun episodio è caratterizzato da un'intervista con un ospite tra i redattori e i collaboratori del sito, mentre a partire dalla terza stagione sono presenti almeno due ospiti per ogni puntata. I temi trattati comprendono, tra gli altri, la povertà, l'integrazione economica europea e la risposta alla crisi causata dalla pandemia da Covid-19.

### La parola ai grafici
La parola ai grafici è la rubrica di data visualization de lavoce.info lanciata nella primavera del 2020. In questa sezione, il desk del sito si occupa di pubblicare quasi ogni giorno elaborazioni di dati sotto forma di grafici, opportunamente accompagnati da un testo di commento e referati da membri della redazione. È presente anche una rubrica di data journalism, composta da articoli che contengono serie di grafici per descrivere in maniera approfondita e con l'aiuto dei dati fenomeni specifici.